# Dorfkirche Quarnebeck

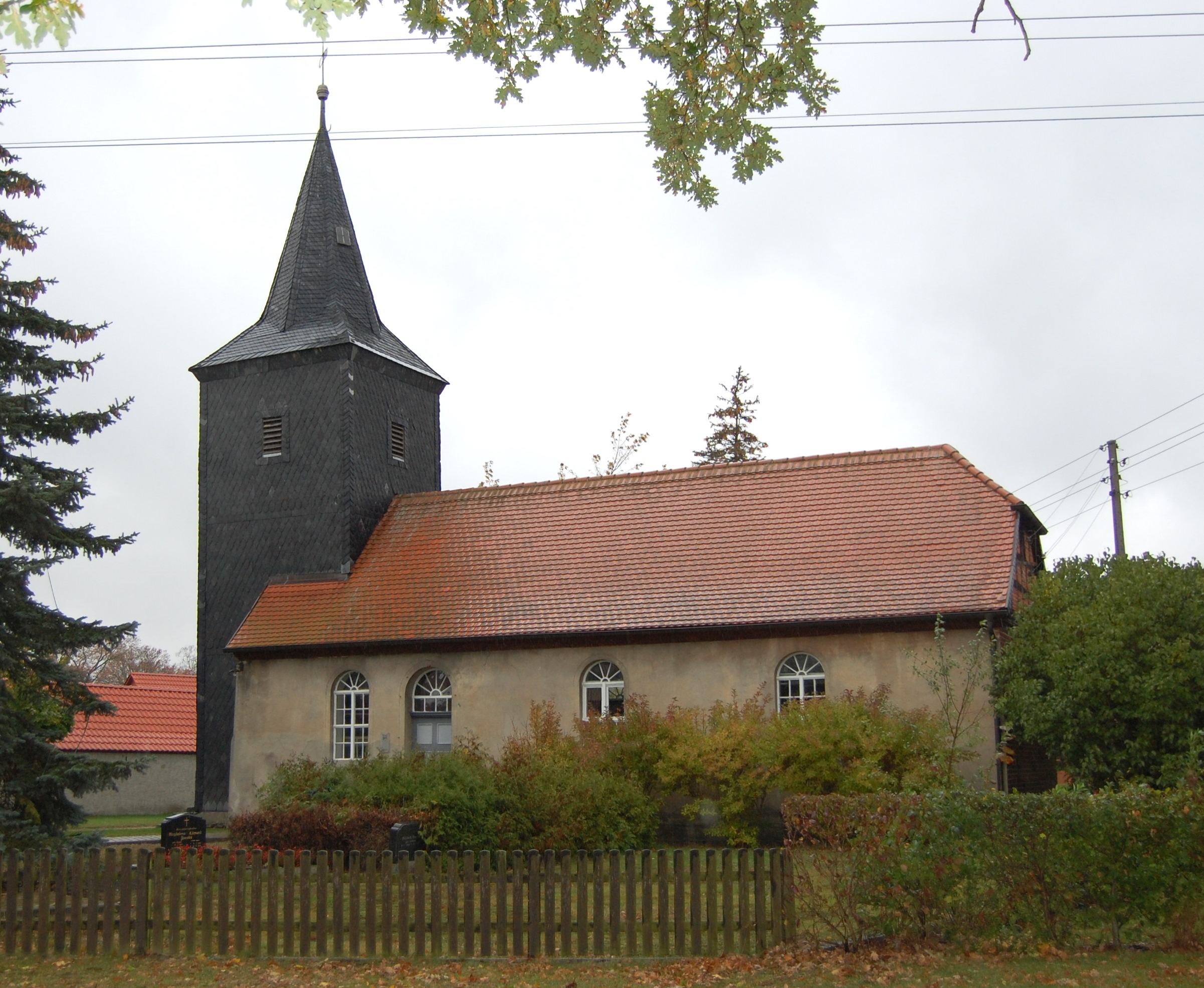
Dorfkirche Quarnebeck, Südseite

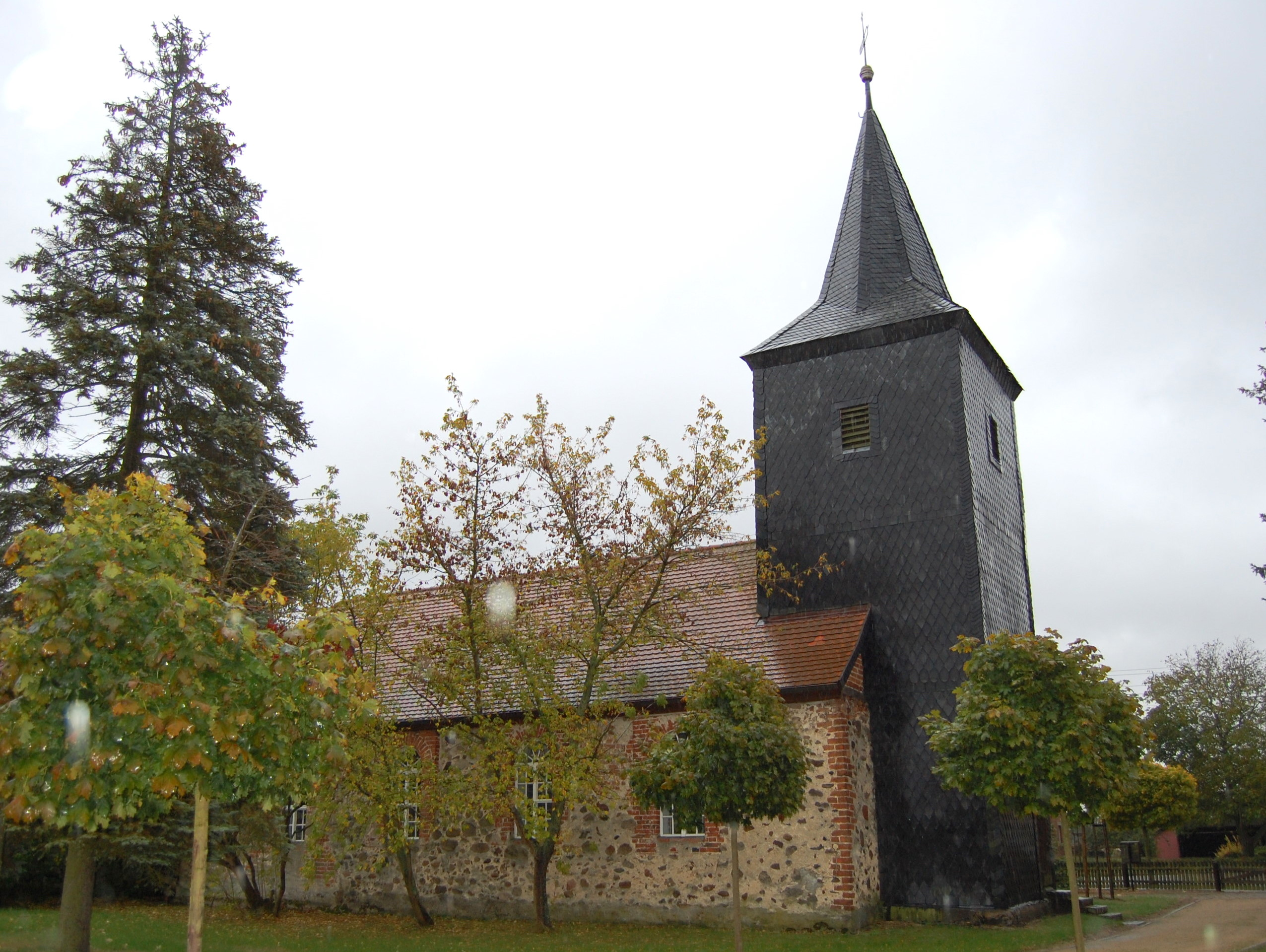
Nordseite

Die Dorfkirche Quarnebeck ist die evangelische Kirche des zur Stadt Klötze gehörenden Dorfes Quarnebeck in der Altmark in Sachsen-Anhalt. Sie ist als Kulturdenkmal geschützt. Die Gemeinde gehört zum Pfarrbereich Breitenfeld im Kirchenkreis Salzwedel der Evangelischen Kirche in Mitteldeutschland.

## Architektur und Geschichte
Die auf rechteckigem Grundriss errichtete Kirche dürfte mittelalterlichen Ursprungs sein. Die Saalkirche mit ihrem westlichen in das Kirchenschiff eingezogenen Turm wurde aus Feldsteinen erbaut. Später erfolgte eine aus Backstein errichtete Erweiterung nach Osten. Der Giebel wurde in Fachwerkbauweise mit Krüppelwalm ausgeführt. Der Kirchturm entstand um 1800, ist mit Schiefer verkleidet und trägt eine achteckige Spitze. Umfangreichere Instandsetzungsarbeiten fanden 1928 statt. Das Patronatsrecht stand bis in das 20. Jahrhundert hinein der Familie von der Schulenburg zu.

## Ausstattung
Im flach gedeckten Innenraum befinden sich an der Nord- und Westseite Emporen. Der Kanzelaltar mit einer seitlichen Sakristeiprieche stammt vermutlich aus dem ersten Drittel des 19. Jahrhunderts. Der in Form eines Kelches gefertigte Taufstein trägt eine Stifterinschrift aus dem Jahr 1883. Ebenfalls aus der zweiten Hälfte des 19. Jahrhunderts stammt der Orgelprospekt, der mit im Stil des Barock gefertigten Schleierbrettern versehen ist. Bereits auf die Zeit um 1650 wird ein östlich der Nordempore befindliches, Christus und die Emmausjünger vor einer Landschaft zeigendes Gemälde datiert.